# Okręg wyborczy Carshalton
Okręg wyborczy Carshalton powstał w 1945 r. i wysyłał do brytyjskiej Izby Gmin jednego deputowanego. Okręg obejmował miasto Carshalton na przedmieściach Londynu. Został zlikwidowany w 1983 r.

## Deputowani do brytyjskiej Izby Gmin z okręgu Carshalton
- 1945–1960: Antony Head, Partia Konserwatywna
- 1960–1974: Walter Elliot, Partia Konserwatywna
- 1974–1976: Robert Carr, Partia Konserwatywna
- 1976–1983: Nigel Forman, Partia Konserwatywna